# ハッピーメール
映画『ハッピーメール』（英語表記:Happy Mail）は、恋愛に不器用な男女がSNSで出逢うラブコメディ映画およびWeb連続ドラマ。2018年に元AKB48の野呂佳代主演の映画が公開。2019年夏には実体験を元にしたWeb連続ドラマが配信された。

## 概要
実在のマッチングサイト「ハッピーメール」（運営：アイベック）を題材に、4人の男女の恋を描くアンサンブルコメディー映画。
秋葉原を舞台にし、AKBカフェ前、アキバ・ブリッジ、UDXアキバ広場など駅前周辺施設。マーチエキュート神田万世橋店、鉄道居酒屋LittleTGVなどの店舗。神田明神など主要施設を中心に撮影を行った。
2018年5月4日、第3回秋葉原映画祭にてプレミア先行上映された。2018年8月25日に一般公開。
制作発表時に米山隆一新潟県知事（当時）が出会い系サイトで知り合った20代の女子大学生に金品を渡して交際していたという女性問題が報道され、この問題にハッピーメールを使用していたことで公開前に思わぬ形で話題となった。上記の関係からメールサービスとの差別化を図ることもあり、メールサービスの「ハッピーメール」ロゴそのままだったものが、通常上映では「Happy Mail」と英語表記が追加されている。
2019年8月には、ユーザー実体験に基づく連続ドラマが6話制作され、Web配信された。

## キャスト
楓
演 - 野呂佳代
カリスマネイリストだが、アニメなど2次元に夢中のアラサー女子。
浩介
演 - 竹財輝之助
なぜか恋愛不器用なイケメン医師。家には鉄道モデルがあふれる。
あすか
演 - 小林涼子
日々会社と家の往復だけという、地味OL。
慎之介
演 - 佐野和真
地下アイドルに夢中な30前のピュアボーイ。
その他
- 佐分利眞由奈
- 奥村秀人
- 池田裕子
- 北原帆夏
- 吉田早紀
- 内田章文
- 白石まゆみ
- 涼宮あつき（リアルアキバボーイズ）
- ドラゴン（リアルアキバボーイズ）
- マロン（リアルアキバボーイズ）
- けいたん（リアルアキバボーイズ）
- ムラトミ（リアルアキバボーイズ）
- つるの剛士

## スタッフ
- エグゼクティブプロデューサー - 吉岡智子
- 企画プロデュース - 大橋孝史
- 監督 - 井上春生
- 脚本 - 村川康敏 三澤枝莉佳 大渡佑紀
- 音楽 - 松本淳一
- 撮影 - 大木スミオ
- 照明 - 山西博子
- 録音 - 大竹修二 古賀陽大
- 助監督 - 廣田耕平
- へアメイク - 花井真衣
- スタイリスト - KUMI 真鍋和子
- 製作プロダクション - モバコン株式会社
- 配給 - パル企画
- 製作 - 株式会社キャナル
- 主題歌 - 「Rock&Beat」RAB（リアルアキバボーイズ）× 二人目のジャイアン[7]